# Nikolett Pádár
Nikolett Pádár (Szeged, 30 marzo 2006) è una nuotatrice ungherese.

## Biografia
Talento precoce, vive e si allena a Szeged. A livello giovanile vanta cinque ori mondiali (tutti ottenuti a Lima 2022) e dieci ori europei. Debutta a livello senior agli europei in vasca corta di Kazan' del 2021, concludendo i 200 metri stile libero in quinta posizione.
Nel 2022 prende parte ai mondiali casalinghi di Budapest ed agli europei di Roma: in quest'ultima occasione contribuisce alla conquista della medaglia di bronzo nella staffetta 4x200 metri stile libero.
Agli europei di Belgrado del 2024 vince tre ori (nella staffetta 4x100 metri stile libero, nella 4x100 metri stile libero mista e nella 4x200 metri stile libero mista), due argenti (nella 4x200 metri stile libero e nella 4x100 metri misti) ed un bronzo nei 100 metri stile libero, alle spalle delle ceche Seemanová e Janíčková. Ai mondiali in vasca corta casalinghi di Budapest dello stesso anno vince la medaglia d'argento nella 4x200 metri stile libero.

## Palmarès
- Mondiali in vasca corta

Budapest 2024: argento nella 4x200m sl.
- Europei

Roma 2022: bronzo nella 4x200m sl.
Belgrado 2024: oro nella 4x100m sl, nella 4x100m sl mista e nella 4x200m sl mista, argento nella 4x200m sl e nella 4x100m misti, bronzo nei 100m sl.
- Mondiali giovanili

Lima 2022: oro nei 100m sl, nei 200m sl, nella 4x100m sl, nella 4x200m sl e nella 4x100m sl mista.
- Europei U23

Šamorín 2025: oro nei 200m sl e nella 4x100m sl mista, argento nei 50m sl swim-off.
- Europei giovanili

Roma 2021: oro nei 200m sl e nella 4x200m sl, bronzo nella 4x100m sl e nella 4x100m sl mista.
Otopeni 2022: oro nei 100m sl, nei 200m sl, nella 4x200m sl e nella 4x100m sl mista, argento nella 4x100m mista, bronzo nei 400m sl.
Belgrado 2023: oro nei 200m sl, nei 400m sl, nella 4x200m sl e nella 4x100m sl mista, argento nella 4x100m sl.